# Un mundo misterioso
Un mundo misterioso es una película dramática argentina de 2011 dirigida por Rodrigo Moreno. La película se estrenó en competición en el 61.er Festival Internacional de Cine de Berlín y fue nominada al Oso de Oro.

## Reparto
- Esteban Bigliardi como Boris